# Josiah Ritchie

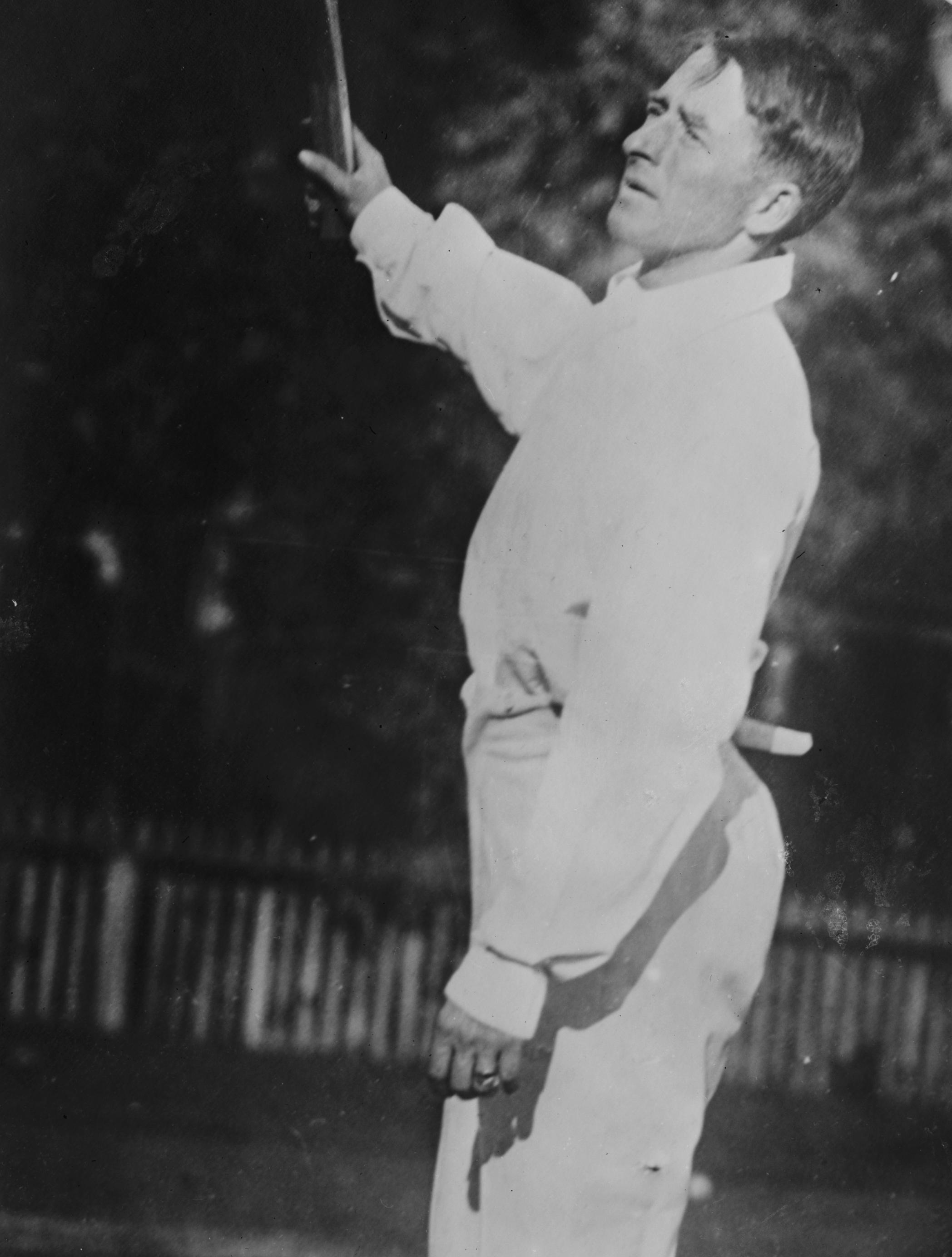
Josiah Ritchie 1908

Josiah George Ritchie, född 18 oktober 1870 i Westminster, London, död 28 februari 1955 i Ashford, Surrey, var en brittisk major och tennisspelare.

## Tenniskarriären
Josiah Ritchies främsta idrottsmerit är hans tre medaljer i tennis i olympiska sommarspelen 1908 i London. Han vann guldmedalj i herrsingel på gräsunderlag genom att finalbesegra tysken Otto Froitzheim (7-5, 6-3, 6-4). I herrdubbel vann han silvermedaljen tillsammans med irländaren James Cecil Parke. I herrsingel inomhus vann han bronsmedaljen. Ritchie vann Irish Open 1907 och tyska mästerskapen 1903 - 1906 och 1908.
Ritchie var flerfaldig och framgångsrik deltagare i Wimbledonmästerskapen under 1900-talets första och andra årtionde. Trots flera framskjutna placeringar vann han aldrig singeltiteln, närmast var han 1909 då han nådde Challenge Round. Han mötte där försvarande mästaren Arthur Gore som vann med 6-8, 1-6, 6-2, 6-2, 6-2. Tre år i följd (1902-1904) spelade han final i All Comers Round i mästerskapen, men förlorade mot Laurie Doherty (1902) och Frank Riseley (1903 och 1904).   
I Wimbledon var Ritchie framgångsrikast i dubbel. Han vann två titlar, båda tillsammans med nyzeeländaren Anthony Wilding. År 1908 kom finalen i All Comers Round att bli slutfinal eftersom det föregående årets mästarpar Wilding och Norman Brookes inte spelade. Wilding/Ritchie besegrade Arthur Gore/Herbert Roper Barrett med 6-1 6-2 1-6 9-7 och blev mästare. År 1910 möttes samma spelare igen, denna gång i Challenge Round, denna gång vann Wilding/Ritchie med 6-1, 6-1, 6-2. År 1911 lyckades fransmännen André Gobert/Max Decugis finalbesegra Ritchie/Wilding med 9-7 5-7 6-3 2-6 6-2.   
Ritchie deltog 1908 i det brittiska Davis Cup-laget som mötte USA i finalen i world group (motsvarar nuvarande semifinal). Ritchie besegrade Beals Wright, men förlorade mot William Larned och dubbeln tillsammans med Parke.

## Grand Slam-titlar
- Wimbledonmästerskapen
  - Dubbel - 1908, 1910